# Canal du Mignon
Le canal du Mignon est situé entre les départements des Deux-Sèvres (79) et de la Charente-Maritime (17), dans le Marais Poitevin.

## Géographie

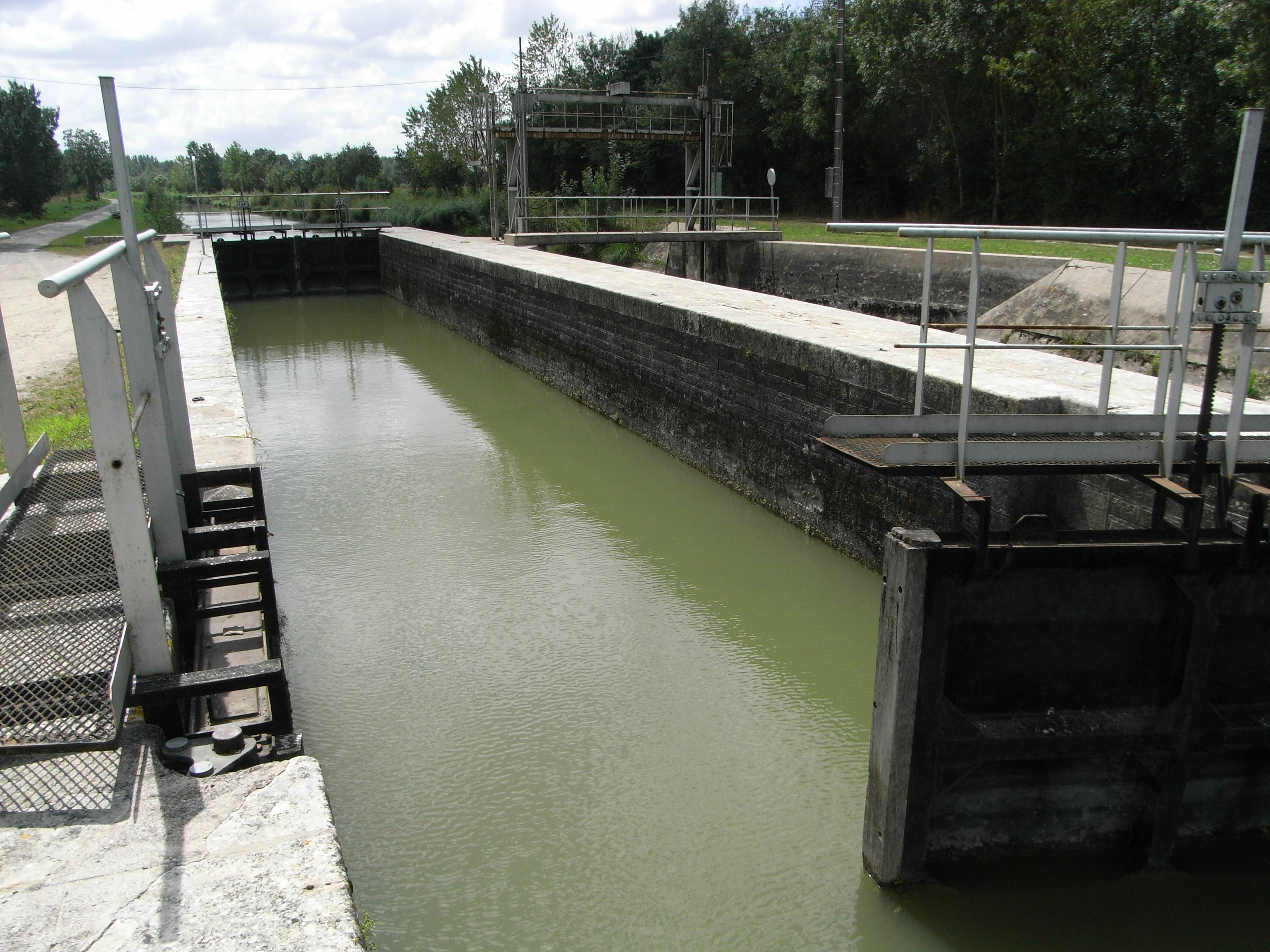
Écluse (n° 3) du canal

Long de 17 km, il permettait de relier la cité de Mauzé-sur-le-Mignon, dont le plan d'eau du port est situé à la cote + 6.00m, à la Sèvre niortaise.
Toutefois, en partie radié, il n'est actuellement navigable que de Bazoin  cote + 2.10 m à la Grève-sur-Mignon.
Quatre écluses au gabarit "Becquey" jalonnent son parcours, dont celles de Sauzay et de Cram-Chaban qui ont des difficultés d'approvisionnement en eaux et ne peuvent actuellement remplir leurs fonctions.

## Histoire
Le Mignon a été canalisé de 1843 à 1845 de l'écluse de Bazoin sur la Sèvre Niortaise jusqu'au port de Gueux près de Sazay.
De 1880 à 1883, le canal fut prolongé jusqu'à Mauzé-sur-le-Mignon où fut construit le plus grand port du marais mouillé.
Les gabares et chalands transportaient alors vins, bois, farine, étoffes et produits maraîchers.
Toutefois, l'avènement du chemin de fer et les transports par camions porteront un coup fatal aux activités du port et au trafic du canal, quelques années après sa création.
Dans le cadre des grands travaux du septennat de François Mitterrand, le port fut réhabilité à l'état d'origine mais est actuellement inaccessible aux bateaux.

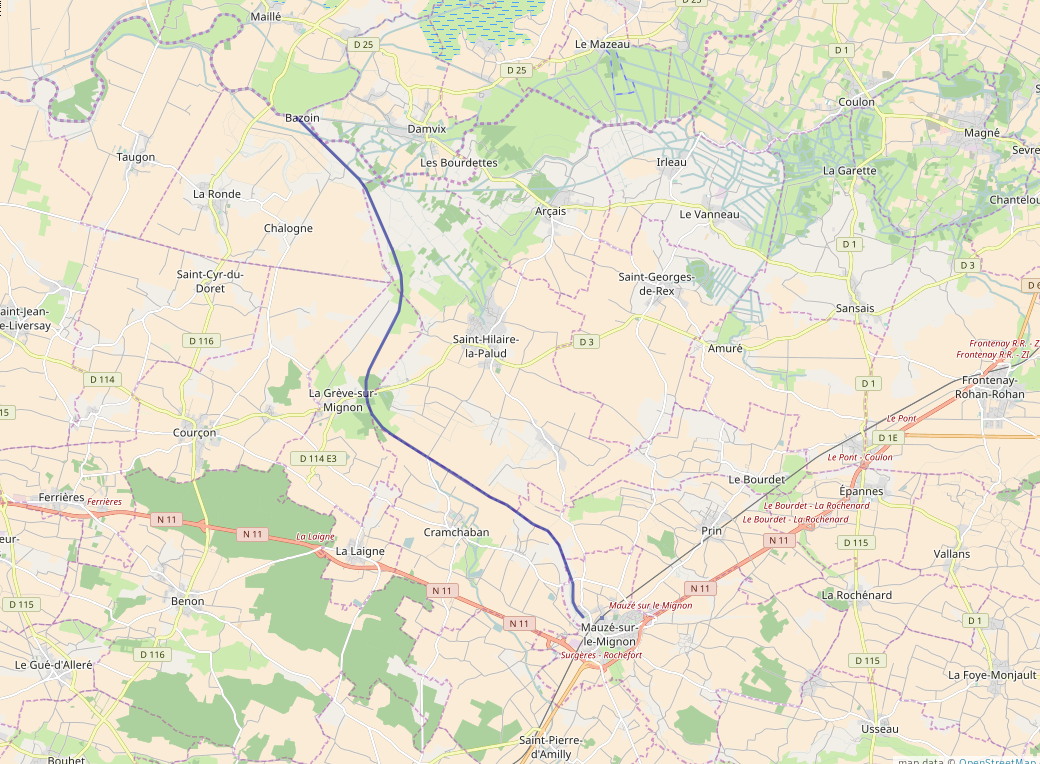
Le canal (en bleu)

## Ouvrages hydrauliques
En partant du port de Mauzé.
- 1.07km (Moulin Neuf, Mauzé sur le Mignon 46.208398, -0.683645) : Clapet (Hauteur de chute ~40cm)
- 2.73km (Les Souchillons, CramChaban, 46.220881 , -0.694388) : Écluse de Chaban (Hauteur de chute 1.4m) Non fonctionnelle
- 4.10km (Le Pont Noir, CramChaban, 46.227395 , -0.709229) : Clapet (Hauteur de chute 1.65m)
- 5.63km (Sazay, CramChaban, 46.234581 , -0.726036) : Écluse de Sazay (Hauteur de chute 0.6m) Non fonctionnelle
- 9.88km (Marais La Roche, La Grève sur Mignon, 46.262618 , -0.750704) : Écluse de la Grève (Hauteur de chute ?) Non fonctionnelle
- 17.10km (Bazouin, La Ronde, 46.317843 , -0.777599) : Écluse de Bazouin (Hauteur de chute 0.5)

## Photos

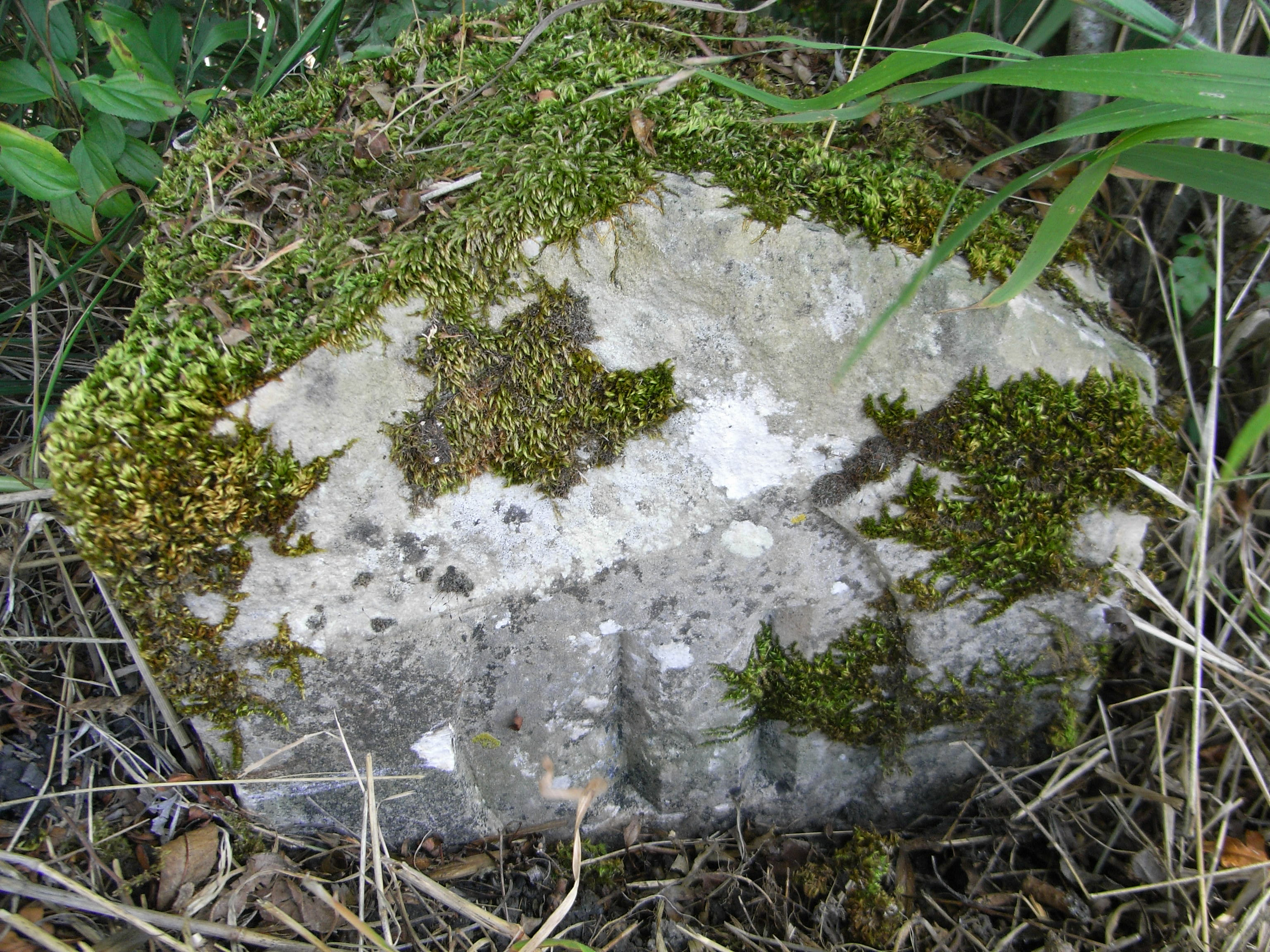
Borne kilométrique abandonnée
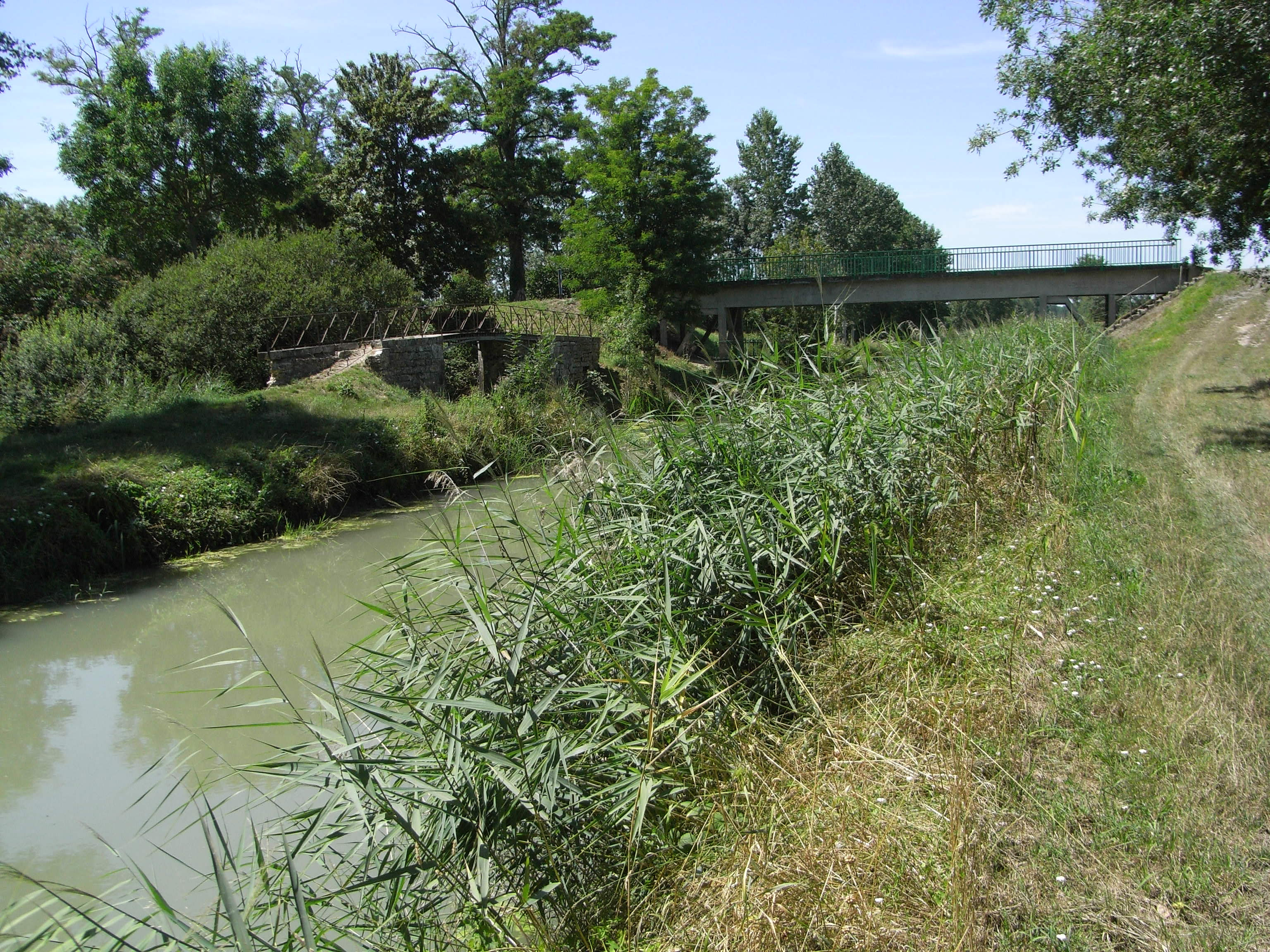
Pont routier sur la RD 108
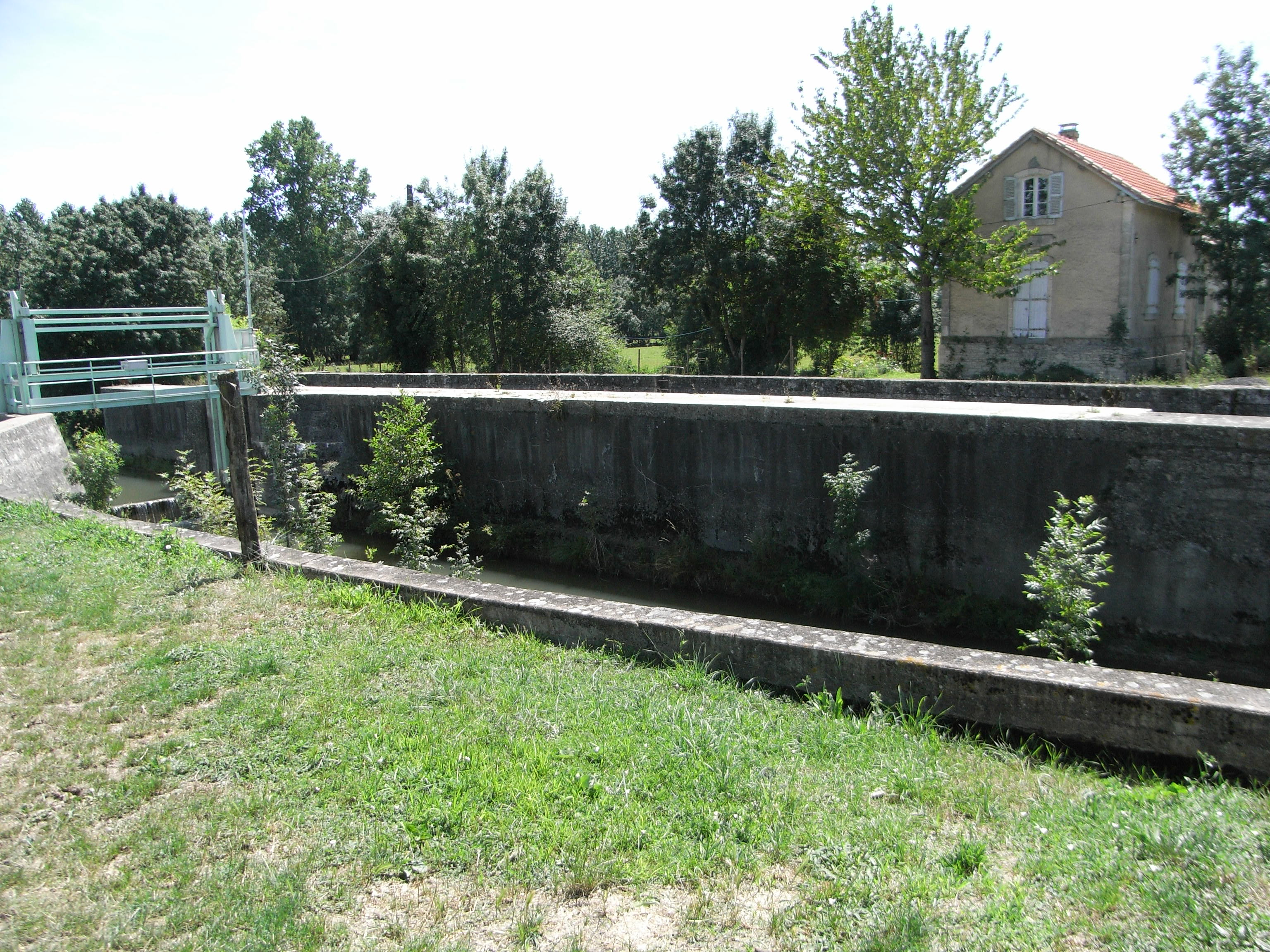
Écluse de Sazay désaffectée par manque d'eau
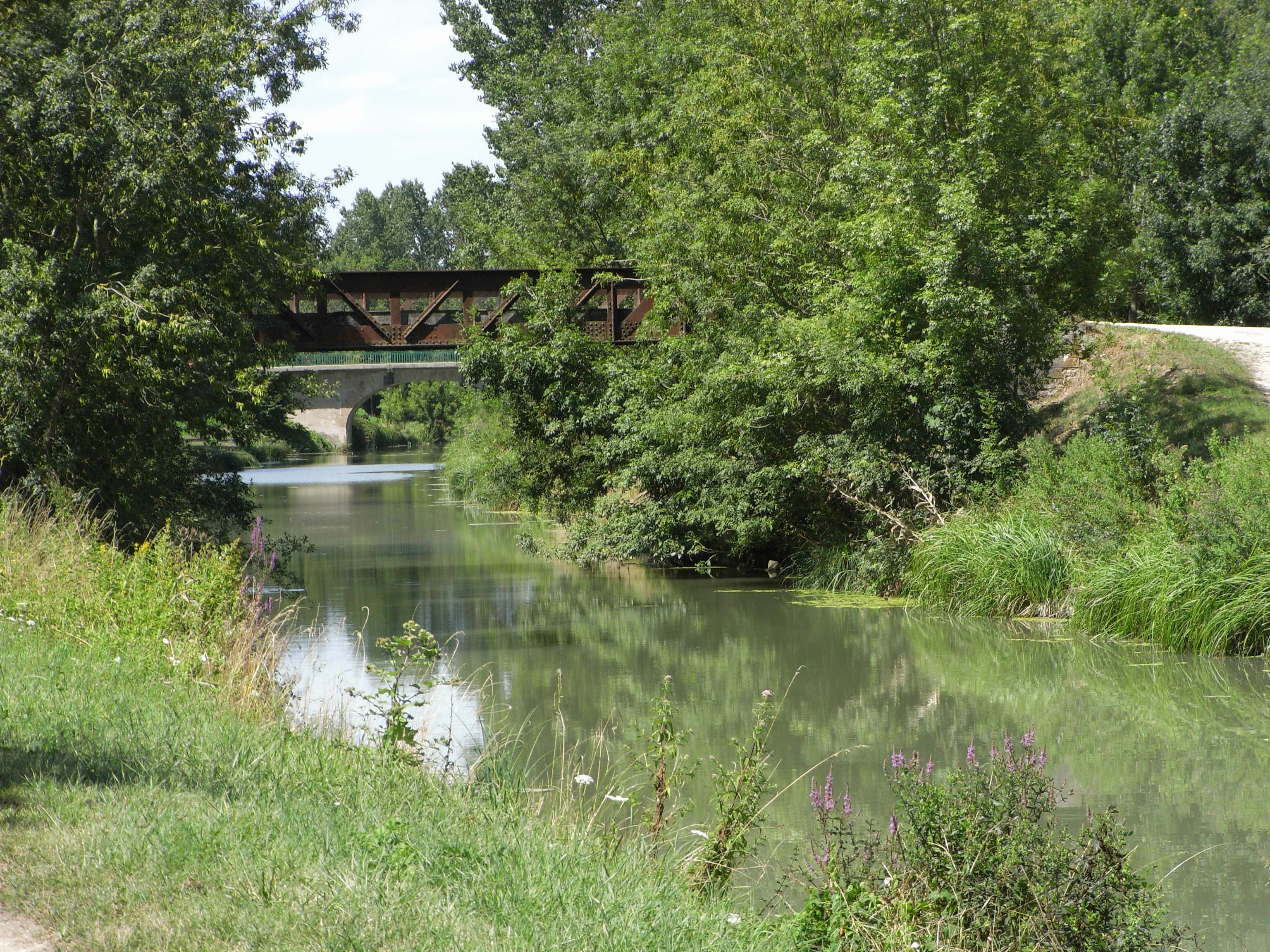
Pont métallique à La Grève-sur-Le Mignon, de l'ancienne voie ferrée départementale devenue une voie piétonne.